# 吉田宣也
吉田 宣也（よしだ のぶや）神奈川県横浜市鶴見区出身の実業家、経営指導家（メンタリング）、エンジェル投資家。

## 来歴
神奈川県立鶴見高等学校卒業後、米国カリフォルニア州に留学、ロサンゼルスのコンサルティング会社に就職。
1996年に帰国し、トレンドマイクロ初代代表取締役に就任。その直後に同社取締役北尾吉孝との縁により、投資委員会委員（のち顧問）として、SBIインベストメントにおいて10年間で1500件以上の投資検討案件に携わった。
サイバーリンク（日本）共同創業者、アイピーロックス（米国）の第二位個人株主、のち取締役、のちCEO、CFO。日本インテリジェンス株式会社取締役（現任）、MITエンタープライズフォーラム副理事長（現任）などを歴任。東京都港区およびカリフォルニア州ロサンゼルス近郊の両方に在住。現在もエンジェル及びメンターとして多くの中堅企業、ベンチャー企業、大学発（慶應義塾大、農工大、立教大など）ビジネスなどのメンタリング（経営指導）を手がける。
また自身が日本での立ち上げに携わったトレンドマイクロ社のOB会である「トレンドマイクロOB会」の会長も務めている。
日本MIT-EFJビジネスプランコンテスト（BPC）審査員。日刊工業新聞社 キャンパスベンチャーグランプリ（CVG）審査員。慶應ビジネスプランコンテスト（KBC）審査員。

## 学歴
- 横浜市立寺尾中学校（1975年）
- 神奈川県立鶴見高等学校卒業(1978年)
- カリフォルニア州立大学ロサンゼルス校経営学部 卒業(1984年)

## 代表的な経歴
- 1996年 日本に移住、トレンドマイクロ(株) 代表取締役
- 1998年 ～ 2004年 サイバーリンク(株)をサイバーリンクInc（台湾）と共同出資により設立、代表取締役
- 1998年 トレンドマイクロ（株） グローバル戦略ディレクター
- 1999年 トレンドマイクロ（株） 取締役に就任（管理・マーケティング担当）
- 2001年 同社 顧問
- 1999年 ～ 2003年 ベンチャーイノベーションズ投資委員会 委員
- 2001年 ～ 2004年 アイトリックス株式会社 取締役
- 2004年 ～ 2006年 (株)キムラヤセレクト 取締役
- 2002年 ～ 現在 ギッシュジャパン(株)代表取締役
- 2002年 ～ 現在 IP Locks Inc. (カリフォルニア)取締役 後 取締役兼CEO
- 2007年 ～ 現在 IPLocks Japan 代表取締役社長 後 会長
- 2002年 ～ 現在 日本インテリジェンス 取締役(非常勤)
- 1998年 ～ 2008年 SBIインベストメント（旧ソフトバンク・インベストメント）
- 投資委員会委員 後 同社顧問
- 2007年 ～ 現在 非営利活動法人MIT-EFJ（マサチューセッツ工科大学のベンチャー支援フォーラム日本支部）副理事長
- 2008年 ～ 現在 経営コンサル会社 ネプチューングループ（株）設立、代表取締役

## 著書
- コンピュータウイルス図鑑〈1998年〉あなたのパソコンは安全ですか? ISBN 978-4-8229-0075-5